# الحلقة الأضعف (برنامج)
الحلقة الأضعـف، برنامج مسابقات عرض أسبوعيا على تلفزيون المستقبل اللبناني. قدمته الإعلامية ريتا خوري. وهو نسخة للبرنامج البريطاني الشهير "The weakest link" الذي تعرضه قناة البي. بي. سي مرتين في الأسبوع وتقدمه المذيعة آن روبينسون.و تم عرضه في أكثر من 70 دولة حول العالم.
بدأ البرنامج في نهاية عام 2001، لينافس برنامج من سيربح المليون. استمر مدة عام ونصف على الهواء، وسجلت حوالي 80 حلقة منه وتم عرض آخر حلقة في نيسان 2003.
ما يميز هذا البرنامج هو الأسلوب الاستفزازي الذي أجادته ريتا في تعاملها مع المشتركين، فجاء مقلداً النسخة الغربية بكل شيء بدءً بثوب الأسود، النظارات، «التكشيرة» المرعبة، عبارات السخرية والاستهزاء وانتهاءً بالغمزة في آخر الحلقة.

## طريقة التسابق في البرنامج
واحد من المشتركين الثمانية الموجودين بالأستوديو، قد يربح 16 ألف دولار أمريكي، المتبارين لا يعرفون بعضهم البعض إنما إذا أرادوا أن يربحوا المبلغ يجب أن يلعبوا كفريق. سبعة منهم سيغادرون البرنامج من دون أي جائزة («بلا ولا شي») وذلك بفضل التصويت الذي سيقومون به ضد بعضهم البعض بنهاية كل جولة للتخلص من الحلقة الأضعف.
المطلوب بكل جولة هو الإجابة على أكبر عدد ممكن من الأسئلة لتوصل للمبلغ الهد ف بالوقت المحدد. أسرع طريقة للوصول للمبلغ هي تكوين سلسلة مؤلفة من ثمانية إجابات صحيحة، أي إجابة خاطئة ستكسر السلسلة، مما سيؤدي لخسارة المبلغ وعودته لنقطة الصفر. عند ذكر كلمة بنك قبل طرح السؤال، يصبح المبلغ من نصيبهم في حال الإجابة الصحيحة عليه، إنما سيبدؤوا بسلسلة جديدة من الأسئلة وبنهاية كل جولة فقط المبلغ المتجمع بالبنك ينتقل للجولة التالية.
مدة الجولة الأولى دقيقتين ونصف، وكل جولة فيها 2000 دولار والأسئلة يتم ترتيبها عشوائياً بالكومبيوتر قبل بداية الحلقة. تبدأ الجولة الأولى دائماً مع المتسابق الذي يحمل الحرف الأول بالأبجدية العربية. وفي الجولة السابعة ما قبل الأخيرة المبلغ الموجود بالبنك يضاعف تلقائياً.
و سلسلة المبالغ في النسخة العربية هي على الشكل التالي:
- أول إجابة صحيحة • 40 دولار أمريكي
- ثاني إجابة صحيحة • 100 دولار أمريكي
- ثالث إجابة صحيحة • 200 دولار أمريكي
- رابع إجابة صحيحة • 400 دولار أمريكي
- خامس إجابة صحيحة • 800 دولار أمريكي
- سادس إجابة صحيحة • 1,200 دولار أمريكي
- سابع إجابة صحيحة • 1,600 دولار أمريكي
- ثامن إجابة صحيحة • 2,000 دولار أمريكي

## التصويت
بنهاية كل جولة، المتبارين يقومون بالتصويت لتخلص من الحلقة الأضعف. والتصويت يتم من خلال كل ما حدث ضمن الجولة وما حدث في الجولات السابقة وذلك حسب الرأي الشخصي لكل مشترك قبل التصويت. المشاهدون يعرفون عبر تعليق صوتي من كان الحلقة الأقوى والأضعف في الجولة الماضية ولماذا تم اختيارهم. ولكن، ما يحدث عادتاً هو إخراج الأقوى من المنافسة وإبقاء الضعفاء نسبياً، وهذا تكتيك يستعمله جميع المتبارين في كافة النسخ العالمية من البرنامج.
بعد نقاش بين ريتا والمتبارين، الشخص الحاصل على أكبر عدد من الأصوات، يغادر منصة الحلقة الأضعف بعد الاستماع لمقولة ريتا الشهيرة والجازمة: («'الفريق قرر إنوا أنت الحلقة الأضعف، الله معك !!'»). وبعد ذلك، يقوم بإدلاء رأيه حول ما حدث خلال وجوده بالبرنامج وإذا كان التصويت عادل أم لا، والمشاهدين فقط يستطيعون رؤية وجهة نظر المتسابق الخارج من المنافسة.

## الجولة الأخيرة
في الجولة الثامنة والأخيرة، المتسابقين الاثنين الذين بقوا إلى النهاية، سيتنافسون من أجل الفوز بالرصيد المتجمع بالبنك خلال الجولات الماضية. خمسة أسئلة ستطرحها ريتا على كل واحد، الذي يعطي إجابات صحيحة أكثر يكون الرابح. وفي حال التعادل ينتقل اللعب لمرحلة (السؤال القاتل أو الموت الفجائي)، سؤال بسؤال للحصول على إجابة صحيحة ورابح وحيد. لا يوجد توقيت بهذه الجولة، وبإمكان المتبارين التفكير قليلاً قبل إعطاء الأجوبة. وقبل البدء، تسأل ريتا الحلقة الأقوى إذا يفضل هو الإجابة اولاً على الأسئلة أو يفضل المتسابق الآخر أن يبدأ. والختام يقوم المشترك الخاسر والرابح بإدلاء برأيه وبكل صراحة، أثناء ظهور أسماء شارة نهاية البرنامج حول كل ما حدث في الجولة الأخيرة من اللعبة.

## وصلات خارجية
- صفحة النسخة البريطانية على موقع قناة بي.بي.سي